# Married Life (2007)
Married Life („Eheleben“) ist ein US-amerikanischer Spielfilm aus dem Jahr 2007. Regie führte Ira Sachs, der auch das Drehbuch schrieb, welches auf dem 1953 erschienenen Roman Five Roundabouts to Heaven von John Bingham basiert. Der Film spielt 1949 an der nördlichen Pazifikküste in den Vereinigten Staaten. Der deutsche Kinostart war am 10. Juli 2008.

## Handlung
Harry Allen betrügt seine Ehefrau Pat mit einer jüngeren Frau namens Kay. Er erzählt seinem Freund Richard von seiner Affäre und stellt ihm Kay vor. Richard entwickelt daraufhin ebenfalls ein Interesse für die gutaussehende Frau.
Harry versucht unterdessen, seiner Frau Pat die Affäre zu beichten, macht jedoch einen Rückzieher. Als er an einem Abend einen Anhalter aufliest, der ihm von seiner Schwester erzählt, die an Gift gestorben ist, sieht er den einzigen Ausweg in der Vergiftung seiner Ehefrau, um ihr den Schmerz der Trennung zu ersparen.
Pat hat aber selbst eine Affäre. Richard überrascht sie bei einem unangekündigten Besuch in Harrys und Pats Wochenendhaus. Er nutzt dieses Wissen, um sowohl Pat als auch Kay ins Gewissen zu reden, in der Hoffnung, dass Kay ihr Verhältnis zu Harry beendet.
Kay beendet die Affäre wegen zu großer Gewissensbisse. Harry hatte jedoch bereits das Gift unter die Medizin gemischt, die Pat jeden Abend vor dem Einschlafen einnimmt. Er verlässt zunächst ihr Haus. Da er aber die Briefe zurückhaben will, die er geschrieben hat, kommt er noch einmal zurück und trifft auf Richard, der die ganze Zeit im Obergeschoss war. Somit ist die Affäre entdeckt. Harry eilt nach Hause, um seine Frau davon abzuhalten, das vergiftete Medikament einzunehmen, und kommt scheinbar zu spät. Pat hat ihre Medizin jedoch noch nicht geschluckt. Harry erkennt, dass auch Pat eine Affäre hat. Nun beginnt für Harry ein neuer Lebensabschnitt, in dem er seine Frau wieder lieben lernt.

## Hintergrund
Der Film wurde in British Columbia – darunter in Vancouver – gedreht. Seine Produktionskosten betrugen schätzungsweise 12 Millionen US-Dollar. Die Weltpremiere fand am 12. September 2007 auf dem Toronto International Film Festival 2007 statt.

## Kritik
Renée Wieder schrieb in TV Digital 14 vom 27. Juni 2008, dass Regisseur Sachs die Ehe in dem Film augenzwinkernd, bitterböse, aber hin und wieder zu kühl sezieren würde, eine Ehe, unter deren makelloser Oberfläche Gefühle und Moral längst verrottet seien.
Das Lexikon des internationalen Films sieht in dem Film eine „zwischen Hitchcock-Spannung, Farce und Melodram angesiedelte Romanverfilmung, die die Engstirnigkeit gutbürgerlicher Kreise der 1950er-Jahre persifliert“. Dabei werde „die Mischung von Erzähltonfällen vor allem den weiblichen Figuren nicht immer gerecht.“